# Камышенка (Пензенская область)
Камышенка — село в Камешкирском районе Пензенской области России, входит в состав Новошаткинского сельсовета.

## География
Расположено в верховьях речки Камышинка (приток Чирчима) в 28 км на юг от центра сельсовета села Новое Шаткино и в 30 км на юго-восток от районного центра села Русский Камешкир.

## История
Основана между 1718 и 1747 гг. В 1748 г. – новопоселенная д. Комышлейка прапорщика лейб-гвардии Преображенского полка Василия Ивановича Ступишина, крестьяне переведены из д. Чернцовой Костромского уезда, 50 ревизских душ. С 1780 г. — в Кузнецкого уезда Саратовской губернии. В 1859 г. показано 116 дворов, имелся помещичий винокуренный завод. Крестьяне находились на четырехдневной барщине, затем на оброке (платили по 25 рублей с тягла). В 1851 после размежевания село пополнилось рядом крестьянских семей из села Старый Чирчим (В.П. Бердников). В 1877 г. – в составе Старочирчимской волости Кузнецкого уезда, 144 двора, водяная мельница. После отмены крепостного права крестьяне вышли от своего помещика Новицкого на дарственный надел. В 1889 г. в 3–х верстах от Камышлейки находилось богатое имение (хутор) П.С. Иконникова (зерновое хозяйство, овцеводство, свиноводство), мясо отправлял в Петербург, имелась аптечка, которой пользовались и крестьяне. В 1911 г. – 156 дворов, деревянная на каменном фундаменте церковь по имя Покрова Пресвятой Богородицы (построена в 1869 г. по инициативе помещицы, статской советницы Ольги Ивановны Новицкой), церковноприходская школа.
С 1928 года село являлось центром сельсовета Камешкирского района Кузнецкого округа Средне-Волжской области (с 1939 года — в составе Пензенской области). В годы Великой Отечественной войны погибли 77 жителей села. В 1955 г. — в составе Старочирчимского сельсовета, колхоз «Заря коммунизма». Законом Пензенской области от 22.12.2010 г. Старочирчимский сельсовет был упразднен, село вошло в состав Новошаткинского сельсовета.

## Население
| 1748 | 1795 | 1859 | 1877 | 1911 | 1926  | 1939 |
| ---- | ---- | ---- | ---- | ---- | ----- | ---- |
| 100  | ↗852 | ↘752 | ↗772 | ↗782 | ↗1059 | ↘763 |
| 1959 | 1979 | 1989 | 1996 | 2002 | 2010  |      |
| ↘459 | ↘375 | ↘278 | ↘241 | ↘174 | ↘130  |      |

## Известные люди
В селе родился Борис Васильевич Благославов (1901—1979) — советский военный инженер и военачальник, генерал-лейтенант инженерных войск (1945).